# Bride of the Gorilla
Bride of the Gorilla è un film statunitense del 1951, diretto da Curt Siodmak.

## Trama
Barney Chavez è un dipendente della piantagione tropicale di Klaas Van Gelder, e ha una relazione con la moglie di lui, Dina, di cui peraltro anche il dottor Viet è innamorato. Durante un diverbio con Klaas, Barney, avvedutosi che un serpente velenoso si sta avvicinando, colpisce l'imprenditore in modo da farlo cadere in prossimità del rettile, che lo morde e lo uccide.
Alla scena è presente, non vista, l'anziana indigena Al-Long, che, in occasione dell'inchiesta condotta dal commissario Taro, preferisce non rivelare ciò a cui ha assistito, ma, anche per vendicarsi del cattivo trattamento che Barney ha riservato a Larina, parente della donna, gli somministra una bevanda tratta da una pianta altamente tossica, e dotata, secondo gli abitanti del posto, di poteri magici. Nel preparare la pozione, Al-Long pronuncia un incantesimo augurandosi che Barney si tramuti in animale della giungla, e che muoia.
Dopo la morte di Klaas, Dina e Barney si sposano, ma da quel momento Barney inizia a provare un'irrefrenabile attrazione per la giungla, ove trascorre molte nottate, incurante dei pericoli e suscitando la crescente preoccupazione di Dina. Barney nota con apprensione, o gli pare di notare, che il suo corpo a volte assume l'aspetto ferino di un animale, simile ad un gorilla. Nello stesso tempo i braccianti segnalano la presenza nel circondario di un animale non ben definito e probabilmente inesistente come tale, ma la cui figura è fortemente radicata nella mitologia locale, animale a cui attribuiscono l'uccisione di diversi capi di bestiame.
Il commissario Taro, non estraneo alle credenze del posto, è convinto che Barney sia stato in qualche modo responsabile della morte di Klaas, e al dottor Viet pare di ravvisare in lui sintomi di avvelenamento. Barney stesso confessa a Dina di sentirsi come parte della giungla, all'interno della quale avverte il potenziamento delle proprie facoltà sensoriali e dei propri istinti.
Una notte Dina segue Barney nella giungla, mentre Viet e Taro, preoccupati dall'assenza della coppia, si mettono sulle loro tracce. Dina viene attaccata, e quando il medico e il commissario giungono sul posto, la trovano a terra, esanime, accanto a Barney, che a sua volta si accascia, morto, inverando l'incantesimo della vecchia indigena.